# Csősz
Csősz je vas na Madžarskem, ki upravno spada pod podregijo Abai Županije Fejér.